# Thermidoriaanse Reactie
De Thermidoriaanse Reactie was een staatsgreep tijdens de Franse Revolutie tegen het Schrikbewind. Deze begon met de beslissing van de Nationale Conventie om Maximilien de Robespierre, Louis Antoine de Saint-Just en vele anderen te executeren. Prominente figuren in de coup waren Paul Barras, Joseph Fouché en Jean-Lambert Tallien. De Reactie maakte een einde aan het radicale tijdperk van de revolutie.
De term komt van 9 thermidor II (27 juli 1794) van het Franse republikeinse kalender. In strikte zin verwijst 'Thermidoriaanse Reactie' alleen naar de Staatsgreep van Thermidor op die dag, maar in bredere zin op de gehele periode van de val van het Schrikbewind (ook wel de Val van Robespierre genoemd) tot aan het einde van de Nationale Conventie (25 oktober 1795) en de instelling van het Directoire op 2 november 1795.
Het begrip Thermidoriaanse Reactie is gepopulariseerd door de Franse marxistische historicus Albert Mathiez (1874–1932) in zijn boek La réaction thermidorienne uit 1929.

## Achtergrond

### Robespierre grijpt de macht
Nadat de linkse montagnards op 2 juni 1793, gesteund door een volksopstand, de macht grepen in het parlement en de liberale revolutionairen, de girondijnen (centrumrechtse jakobijnen), ten val brachten, kwam de feitelijke macht in juli 1793 te liggen bij het Comité de salut public. De radicaal-linkse volksleider Jean-Paul Marat werd op 13 juli vermoord, waarna er een machtsstrijd binnen de montagnards ontstond tussen de radicaal-linkse hébertisten van Jacques-René Hébert (linkse cordeliers), de gematigde rechtervleugel van de dantonisten geleid door Georges Danton (rechtse cordeliers) en daartussen de radicale linkse jakobijnen trouw aan Maximilien de Robespierre (de 'robespierristen'). De laatsten zouden eind 1793 de meeste invloed verwerven toen de nieuwe Grondwet tijdelijk werd opgeschort; hiermee werd Robespierre de sterkste man in de Franse Republiek.

### Terreur en factiestrijd
Omdat het land in de Eerste Coalitieoorlog verwikkeld was met Europese monarchieën, waren de republikeinse revolutionairen zeer beducht op binnenlandse vijanden. Robespierre en zijn medestanders voerden een bloedige terreur tegen echte en valselijk beschuldigde tegenstanders die de Revolutie zouden willen verraden aan de vijand en de in 1792 gevallen monarchie zouden willen herstellen. De slachtoffers van deze Rode Terreur waren terecht verdachte royalisten, uit paranoïde onterecht verdachte royalisten of republikeinen en uit politiek opportunisme onterecht verdachte republikeinen.
De strijd tussen de drie facties werd steeds heviger toen Hébert begin 1794 Danton beschuldigde van corruptie. Robespierre besloot om eerst Danton te steunen en liet de leiders van de hébertisten oppakken en na een schijnproces op 24 maart 1793 executeren. Vervolgens keerde Robespierre zich ook tegen de dantonisten, liet hun leiders arresteren en na een schijnproces eveneens guillotineren op 5 april 1793. Hoewel beide facties overtuigde republikeinen waren, werden ze met vervalst bewijs verdacht van een 'complot om de monarchie te herstellen'.

### Angst en verzet
De groeiende weerstand tegen Robespierre was niet puur idealistisch gemotiveerd. De overlevende dantonisten waren vooral op wraak uit. De radicaal-linkse atheïstische revolutionairen (hébertisten) waren tegen Robespierre gekant omdat hij de Cultus van de Rede verving door een nieuw soort godsdienst: de deïstische Cultus van het Opperwezen (het Feest van het Opperwezen werd gevierd op 20 prairial jaar II, 8 juni 1794). Maar de uiteindelijke aanleiding was een samenzwering onder de montagnards met onder anderen Jean-Lambert Tallien en Bourdon de l'Oise om, uit puur zelfbehoud, van de totalitaire macht van Robespierre af te komen. Op 10 juni werd namelijk de Wet van de 22ste Prairial aangenomen, die het mogelijk maakte om vrijwel iedereen te beschuldigen van verraad en ter dood te veroordelen. De angst voor en haat tegen Robespierre werd steeds groter, omdat bijna niemand meer buiten schot kon blijven en de vervolgingen steeds willekeuriger werden en politiek gemotiveerd waren in plaats van door bewijs. De executies namen in rap tempo toe na 22 Prairial, toen er meer mensen ter dood werden gebracht dan in de 14 maanden ervoor, en steeds vaker werden ze direct uitgevoerd, zelfs zonder schijnproces. Aan het front in de Franse veldtocht in de Nederlanden keerden bovendien de krijgskansen, vooral na de grote Franse overwinning in de Slag bij Fleurus (26 juni 1794), waarin overigens Robespierres rechterhand Saint-Just een belangrijke rol speelde. Dit ondermijnde de noodzaak van voortdurende terreur tegen vermeende binnenlandse verraders en daarmee Robespierres regime.
Sommige historici geloven dat Joseph Fouché, ook wel de Beul van Lyon genoemd, de grootste aanstichter was van de staatsgreep. Hij stond hoog op de dodenlijst van Robespierre vanwege zijn kritiek op diens godsdienst. Hij overtuigde de overige revolutionaire leiders dat zij het volgende slachtoffer van Robespierre zouden worden als ze zich niet als één man tegen hem zouden keren. De aanleiding hiervoor was een toespraak die Robespierre op 8 thermidor, de dag voor de staatsgreep, zelf had gehouden in de Conventie, waarbij hij fel ageerde tegen zogenaamde vijanden en samenzweerders, van wie sommigen in machtige comités zouden zitten. Omdat hij niet noemde wie "deze verraders" waren, had iedereen reden om te vrezen dat zij het doelwit waren van een naderende zuivering.

## Verloop

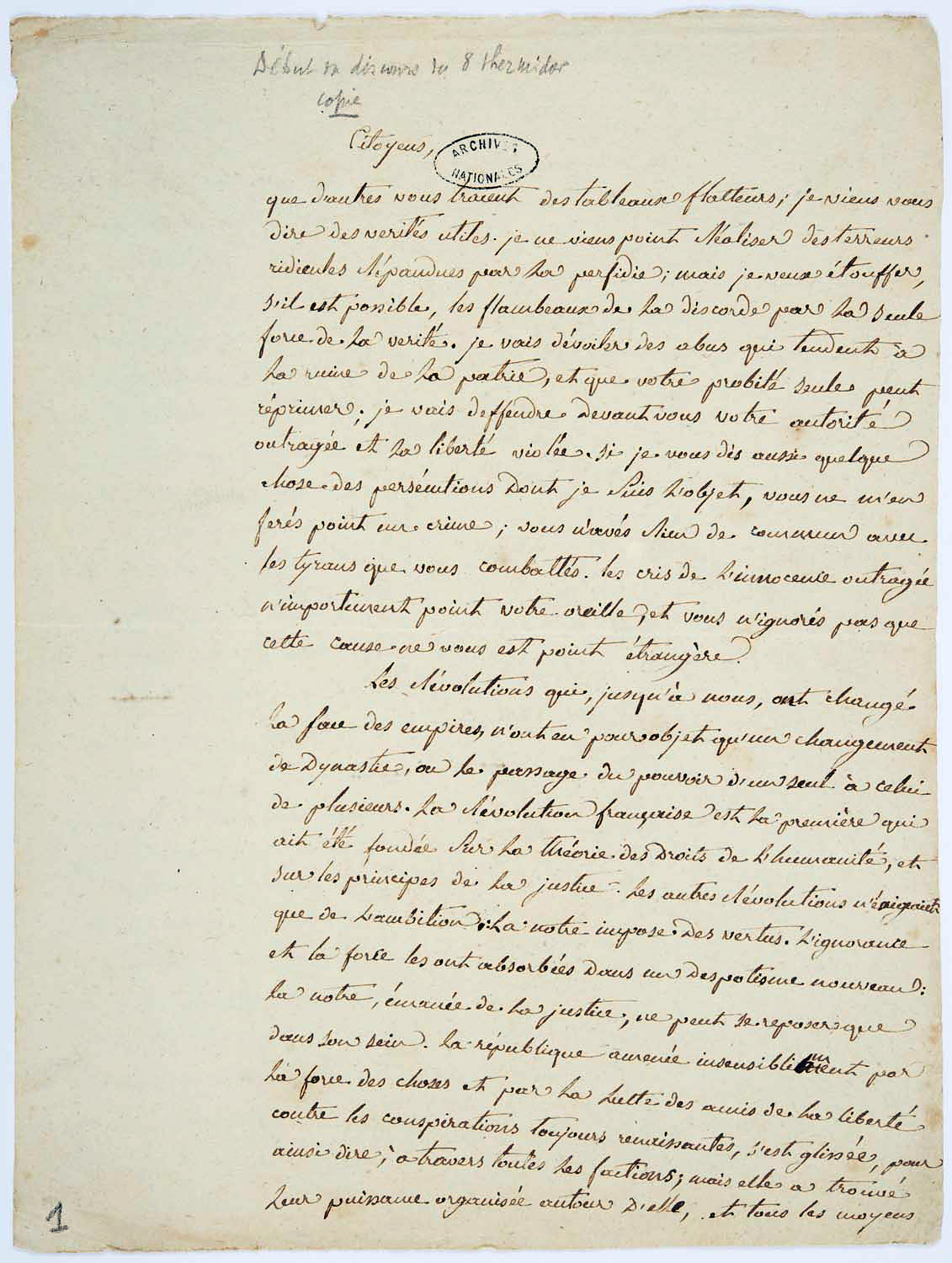
Robespierres speech van 26 juli.

De val van de robespierristen geschiedde in een periode van drie dagen, 8 thermidor (26 juli) tot en met 10 thermidor (28 juli), waarbij hun schijnbaar oppermachtige bewind door een reeks gebeurtenissen omver geworpen werd en de leiders geëxecuteerd. Het hoogtepunt was 9 thermidor (27 juli), toen Robespierre en zijn medestanders werden gearresteerd, bevrijd en in een gevecht kort na middernacht opnieuw gearresteerd.

### Robespierre kondigt grote zuivering aan
Op 8 thermidor hield Robespierre een toespraak in de Nationale Conventie, waarbij hij zichzelf verdedigde tegen beschuldigingen van tirannie en op zijn beurt anderen beschuldigde van een anti-revolutionair complot. Toen hij daarom een grote zuivering aankondigde, waarbij hij op drie mensen na geen namen noemde, zaaide hij paniek onder de afgevaardigden, die allen vreesden er het slachtoffer van te worden. Er ontstond onenigheid over of de toespraak moest worden gedrukt en verspreid naar alle gemeenten van Frankrijk, zoals gebruikelijk was bij belangrijke redevoeringen in de Conventie. Bij een stemming ontving Robespierre veel tegenstand en uiteindelijk werd besloten de tekst te drukken, maar niet te verspreiden. Later die dag herhaalde Robespierre zijn toespraak bij de Club der Jakobijnen en verzocht tevens een lijst te maken van alle afgevaardigden die eerder die dag tegen zijn toespraak hadden gestemd. De leden Collot d'Herbois en Billaud-Varenne protesteerden, maar zij werden daarop uit de Club gegooid. De overige jakobijnen gingen akkoord met de toespraak.

### Conventie keert zich tegen Robespierre
In de nacht van 8 op 9 thermidor vormde zich een coalitie tegen Robespierre, geleid door Billaud, Collot, Vadier, Amar en Lecointre, waarbij enkele overgebleven hébertisten en dantonisten zich aansloten. Robespierre verwachtte de volgende dag in de Conventie een meerderheid te halen voor zijn zuiveringsplannen en hield geen rekening met een opstand.
Toen Saint-Just de volgende morgen in de Conventie een rapport van het Comité de Salut Public aan het voorlezen was, waarbij hij Robespierre verdedigde, werd hij onderbroken door Tallien, ondersteund door Billaud-Varenne. Robespierre schaarde zich achter Saint-Just en verdedigde hem en zichzelf. Er werd geroepen "Weg met de tiran! Arresteer hem!", waarna Robespierre een vergeefs appel deed op rechtse afgevaardigden om hem te redden. De Conventie stemde voor de arrestatie en executie van Robespierre en elf van zijn medestanders.

### Slag om het Stadhuis

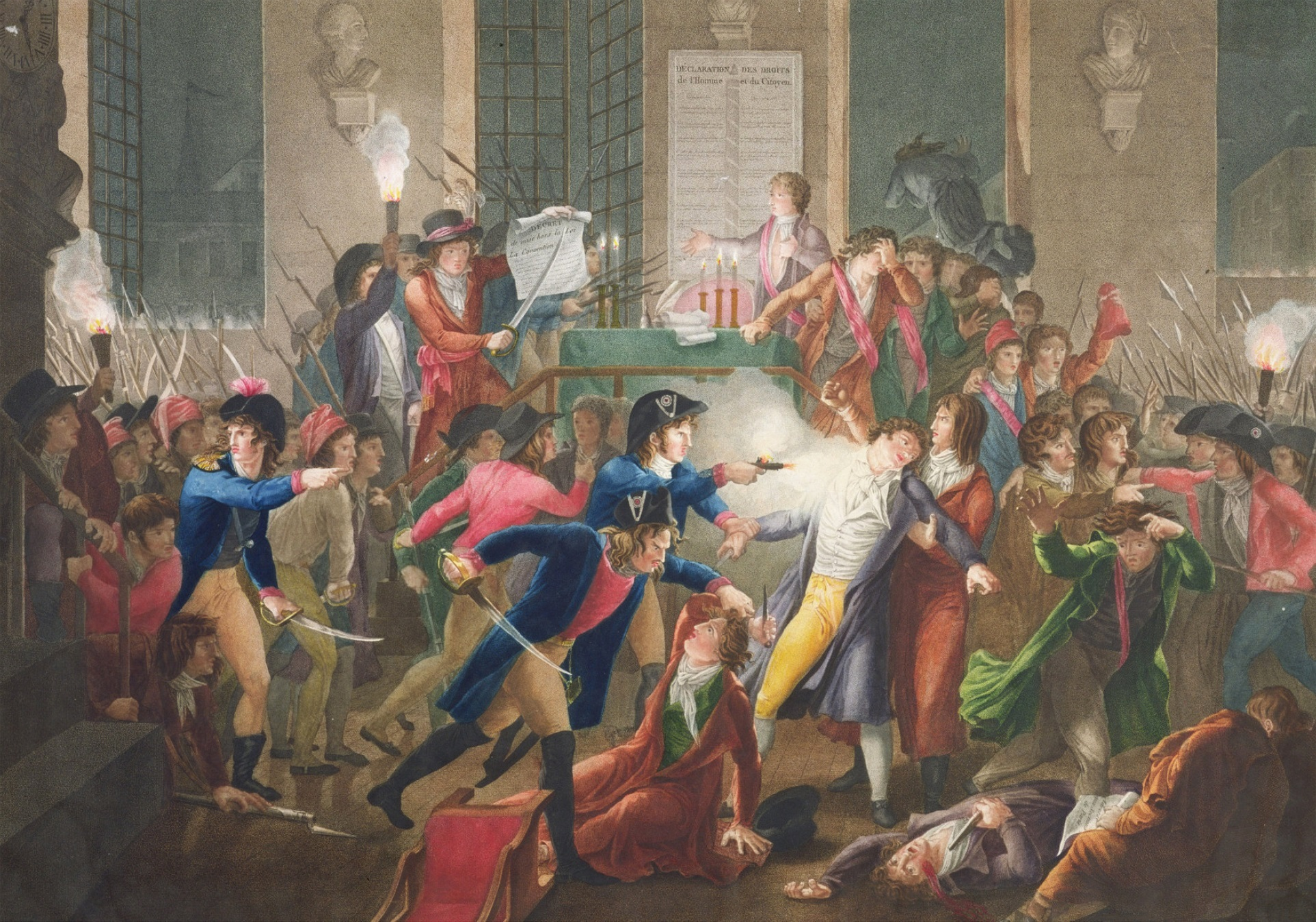
De arrestatie van Robespierre; volgens dit schilderij werd Robespierre verwond door Merda.

De Parijse Commune, die loyaal was aan Robespierre, viel de Conventie binnen, bevrijdde de arrestanten en leidde hen naar het Stadhuis van Parijs, waar zij zich verschansten, versterkt door de troepen van François Hanriot en de aanhangers van Robespierre. In reactie hierop verzamelde de Conventie haar eigen troepen onder leiding van Paul Barras en omsingelde het Stadhuis. De Conventie verklaarde de voortvluchtigen vogelvrij, wat betekende dat ze binnen 24 uur mochten worden geëxecuteerd zonder proces.
De robespierristen bereidden zich voor op een grote militaire confrontatie en probeerden het leger aan hun zijde te krijgen. Naarmate de avond vorderde, deserteerden de troepen van de Commune echter, tot er bijna geen meer over waren. Na middernacht van 27 op 28 juli 1794 begonnen de troepen van de Conventie hun aanval op het Stadhuis, waarbij ze weinig weerstand ontmoetten. Robespierre en verschillende andere leidende figuren van het Comité de Salut Public werden rond 2:00 gearresteerd in het Stadhuis. Robespierre raakte gewond aan zijn kaak; het is niet duidelijk of hij door soldaat Charles-André Merda is neergeschoten of dat hij zichzelf – per ongeluk dan wel opzettelijk – in zijn kaak heeft geschoten.
In de middag van 28 juli werden Robespierre en 21 van zijn handlangers zonder proces terechtgesteld. Later volgden er nog meer executies. De rol van de montagnards was uitgespeeld. Revolutionaire politici zoals Fouché hoefden niet meer voor hun leven te vrezen.

## Nasleep
De laatste fase van de Nationale Conventie, in de geschiedschrijving de Convention thermidorienne ('Thermidoriaanse Conventie') genoemd, nam een aanvang. De harde revolutionairen werden nu vervolgd. Het Comité de salut public verloor aanzienlijk aan betekenis en werd in oktober 1795 opgeheven. Op 1 augustus werd de Wet van de 22ste Prairial weer afgeschaft. In september begon de rechtszaak tegen de représentant en mission Jean-Baptiste Carrier, die verantwoordelijk werd gehouden voor massamoord op burgers door de Verdrinkingen van Nantes tijdens de Opstand in de Vendée; hij werd schuldig bevonden en op 16 december geëxecuteerd. Mede door het openbaar gevoerde strafproces tegen Carrier versterkte de publieke afkeer tegen de jakobijnen in het algemeen en na een reeks incidenten werd de Club der Jakobijnen op 12 november 1794 door de Conventie gesloten. Met de tijd sloeg de publieke opinie echter door in royalistische richting. Gevoed door een economische crisis ontstond er in 1795 een Witte Terreur van gewelddadige koningsgezinden die met name jakobijnen en montagnards viseerde en daarbij de Revolutie als geheel in gevaar bracht. Na de royalistische Opstand van 13 Vendémiaire (5 oktober 1795), nipt verijdeld door generaal Napoleon Bonaparte en Paul Barras, nam de Conventie weer gas terug. Zij kondigde op haar laatste zitting, 26 oktober, een algemene amnestie af voor feiten in nauw verband met de revolutie. De op 22 augustus 1795 aangenomen Grondwet van 1795 trad op 27 oktober in werking. Op 2 november begon het Directoire met zijn werk.